# ساحة إفريقيا

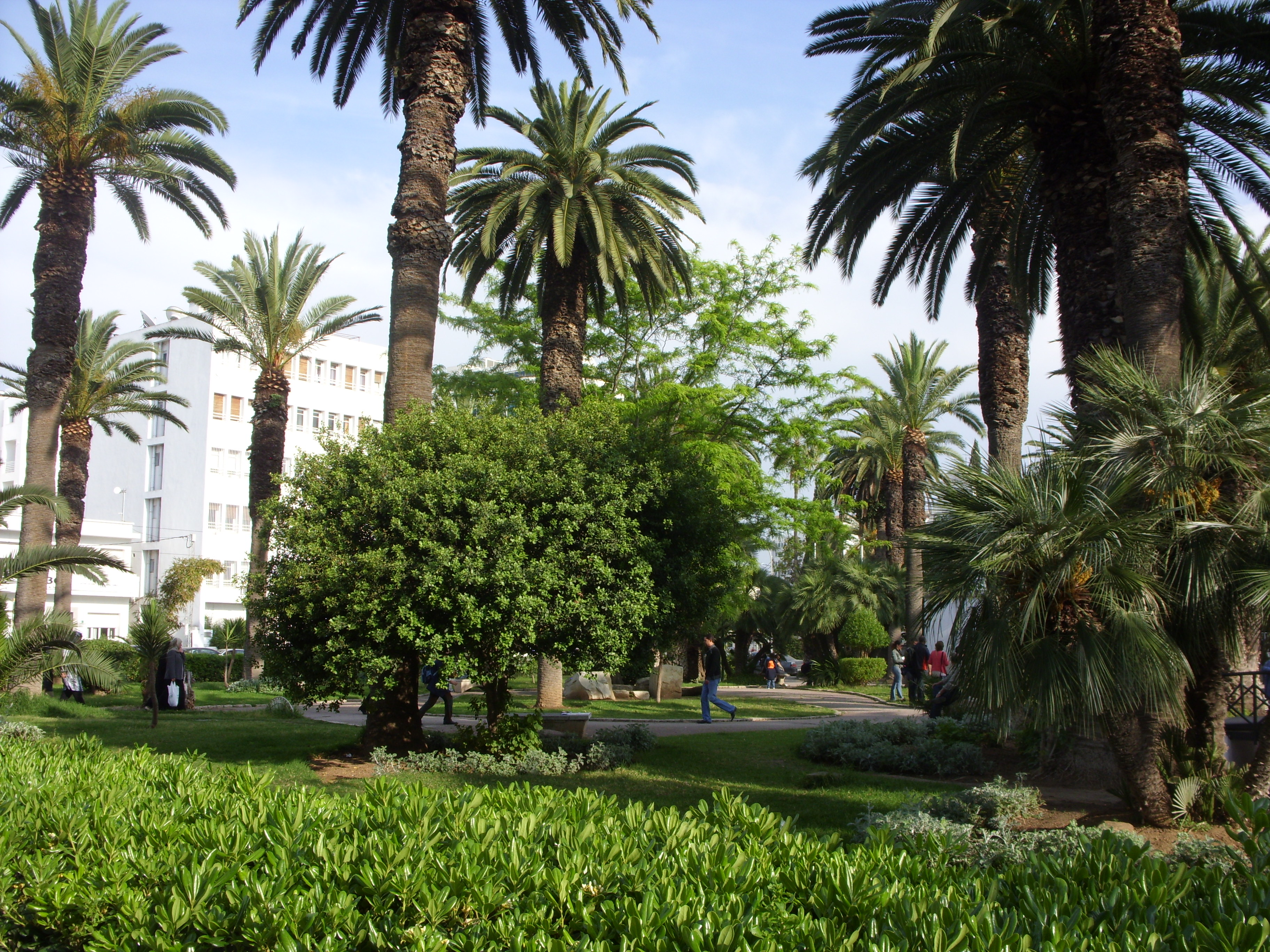
ساحة إفريقيا

ساحة إفريقيا، هي ساحة تقع في نهاية نهج فلسطين بحي لافاييت، في مقابل ساحة فلسطين بالطرف الآخر من نفس النهج. كان اسم ساحة إفريقيا يطلق على ساحة 7 نوفمبر 1987 الحالية ثم أعطي لساحة «جان دارك». تتوسط الساحة حديقة عمومية وتوجد بها دار الصيدلي حيث مقر جامعة صيادلة المغرب العربي  ومعهد غوته الألماني وسفارة كندا...

## إشارات مرجعية
1. ↑  مقر جامعة صيادلة المغرب العربي [وصلة مكسورة] نسخة محفوظة 11 ديسمبر 2017 على موقع واي باك مشين.